# Bernard Wieczorek
Bernard Wieczorek (ur. 12 czerwca 1938 w Poznaniu, zm. 27 września 2019 tamże) – polski doktor nauk o kulturze fizycznej, rugbysta, reprezentant kraju, trener, sędzia i działacz sportowy.

## Życiorys
Syn Wiktora i Marii. Od 1958 roku grał w Posnanii, w barwach której zdobywał medale mistrzostw kraju – srebro w 1962 i brąz w rok później. W 1964 roku współtworzył AZS-WSWF Poznań, a po jedynym rozegranym sezonie ligowym w historii tego klubu grał do 1968 roku w Polonii, karierę zawodniczą zakończył zaś w 1969 roku występami ponownie w Posnanii. Grał na pozycjach skrzydłowego ataku oraz w trzeciej linii młyna. Dla polskiej reprezentacji rozegrał trzy oficjalne mecze międzypaństwowe. Jeszcze w trakcie gry zajął się pracą trenerską w klubach, w których występował, następnie szkolił drużyny juniorskie.
W 1964 roku ukończył Wyższą Szkołę Wychowania Fizycznego w Poznaniu, zaś w roku 1983 został doktorem nauk o kulturze fizycznej. Był dyrektorem Posnanii Poznań i kierownikiem Studium Wychowania Fizycznego i Sportu Akademii Muzycznej w Poznaniu. Był instruktorem i trenerem rugby, gimnastyki leczniczej, rehabilitacji ruchowej, narciarstwa, jeździectwa i pływania.
W latach 1967–1990 był sędzią sportowym, przez czternaście sezonów sędziującym spotkania centralnych poziomów rozgrywek (61 w I lidze, 30 w II lidze), z wyróżnieniem dla najlepszego arbitra w kraju w roku 1986. W latach 1985–1991 był członkiem zarządu Polskiego Związku Rugby, dodatkowo w latach 1985–1990 przewodniczył Komisji Sędziowskiej.
Od początku lat sześćdziesiątych mocno zaangażowany w działania na rzecz osób z niepełnosprawnością intelektualną. Przez ponad trzy dekady związany był z poznańskim stowarzyszeniem "Start" pomagającym im poprzez sport, był także jednym z polskich pionierów ruchu Olimpiad Specjalnych, prezesem wielkopolskiego oddziału, a za zasługi w jego rozwój został odznaczony złotym medalem tego stowarzyszenia.
Do końca życia uczestniczył w barwach AZS Poznań w zawodach lekkoatletycznych masters, występując w biegu na 60 m, trójskoku i wielobojach rzutowych, wielokrotny mistrz Polski.
Został odznaczony Złotym Krzyżem Zasługi, Krzyżem Kawalerskim Orderu Odrodzenia Polski (2005), a także m.in. odznakami Zasłużony Działacz Kultury Fizycznej, Zasłużony dla Województwa Poznańskiego, Zasłużony dla Miasta Poznania i Honorową Złotą Odznaką PZR.